# Дан Ністор
Дан Ністор (рум. Dan Nistor, нар. 5 червня 1988, Рукер) — румунський футболіст, півзахисник клубу «КС Університатя».
Виступав, зокрема, за «Динамо» (Бухарест) та «ЧФР Клуж», а також національну збірну Румунії.

## Клубна кар'єра
Ністор не грав у футбол на юнацькому рівні, але в 2005 році приєднався до аматорського клубу «Рукер» з однойменного рідного міста. Приблизно через два роки під час матчу проти резервної команди «Арджеша» він вразив власника «Інтернаціонала» (Куртя-де-Арджеш) Беноне Лазара, який був присутнім на грі. В результаті «Інтер» придбав гравця за сім футбольних м'ячів. З цією командою Ністор дебютував на професіональному рівні, взявши участь у 25 матчах Ліги ІІ у сезоні, а наступний рік провів у цьому ж дивізіоні в оренді у клубі «Дачія» (Міовень).
Влітку 2010 року «Інтер» був розформований і Ністор у статусі вільного агента підписав контракт з «Пандурієм», у складі якого 23 липня 2010 року дебютував у Лізі І в домашньому матчі проти «Унірі» (0:0) і відразу став основним гравцем. 10 квітня 2011 року він забив свій перший гол у Лізі I у домашньому матчі проти «Вікторії» з Бренешті (4:2). У сезоні 2012/13 Ністор став лідером команди, провівши 35 матчів і забив шість голів у всіх змаганнях, а клуб посів друге місце в Лізі I і кваліфікувався до Ліги Європи УЄФА. Ністор дебютував у цьому турнірі 16 липня 2013 року в матчі другого кваліфікаційного раунду з талліннською «Левадією» (0:0), а вже в наступному раунді Ністор забив свій перший гол у єврокубках у матчі проти «Хапоеля» з Тель-Авіва (1:1), який відбувся 1 серпня.
У серпні 2013 року Ністор за 800 тис. євро перейшов у французький «Евіан», але не зміг закріпитися в стартовому складі нової команди, зігравши лише шість матчів у Лізі 1 протягом першої половини сезону 2013/14 років. Через це Ністор зробив суперечливу заяву про те, що більше не грав через свою національність. В результаті 22 січня 2014 року Ністор був відправлений в оренду назад у «Пандурій» до кінця сезону, яку пізніше було продовжено ще на один сезон. Влітку 2015 року у статусі вільного агента Ністор підписав з «Пандурієм» повноцінний контракт.
31 серпня 2016 року Ністор уклав дворічну угоду з «Динамо» (Бухарест), де здобув свій перший трофей, вигравши 2017 року Кубок румунської ліги. По завершенні того сезону Дан перейшов у «ЧФР Клуж», ставши частиною угоди по переходу Філіпе Насіменто в зворотному напрямку. Під керівництвом Дана Петреску Ністор провів 18 ігор у всіх змаганнях, однак у січні 2018 року він публічно висловив своє невдоволення комунікабельністю Петреску та нестачею ігрового часу і за кілька днів розірвав контракт з клубом, повернувшись у «Динамо», з яким уклав угоду до 2020 року. Там Ністор відзначився 13 результативними передачами протягом сезону Ліги І 2018/19, за що був включений до символічної збірної чемпіонату.
6 січня 2020 року Ністор перейшов до складу клубу «КС Університатя», підписавши контракт на 2,5 роки. 2021 року Дан допоміг команді виграти Кубок та Суперкубок Румунії. Станом на 3 серпня 2022 року відіграв за крайовську команду 86 матчів в національному чемпіонаті.

## Виступи за збірну
13 листопада 2012 року дебютував в офіційних іграх у складі національної збірної Румунії в товариському матчі проти Бельгії (2:1), який відбувся в Бухаресті. Загалом зіграв за збірну у 8 матчах.

## Титули і досягнення
- Володар Кубка румунської ліги (1):

«Динамо» (Бухарест): 2016/17
- Володар Кубка Румунії (1):

«КС Університатя»: 2020/21
- Володар Суперкубка Румунії (1):

«КС Університатя»: 2021

### Індивідуальні
- У символічній збірній Ліги І: 2019/20[19]